# Marcel Micheletto
Marcel Henrique Micheletto (Toledo, 26 de abril de 1979) é um empresário e político brasileiro eleito à Assembleia Legislativa do Paraná pelo Partido da República em 2018.

## Biografia
Filho do ex-deputado federal Moacir Micheletto e de Diolinda Salete Micheletto. É graduado em Gestão Imobiliária pelo Centro Universitário da Grande Dourados. Casado com Franciane Sonni Martins Micheletto, tem dois filhos.
Em sua primeira disputa eleitoral foi eleito prefeito de Assis Chateaubriand em 2012, com 78% dos votos válidos pelo PMDB. Único candidato no pleito de 2016, foi reeleito com 100%. Durante o mandato, ocupou a presidência da Associação dos Municípios do Paraná (AMP), além da vice-presidência da Confederação Nacional dos Municípios.
Em 2018, é eleito deputado estadual com mais de 43 mil votos, pela coligação PRB, PHS, PR e Avante. Após a posse, assumiu como 3º Secretário da Assembleia Legislativa.
Em julho de 2020, licenciou-se do mandato na ALEP para assumir a Secretaria de Estado da Administração e da Previdência no Governo do Paraná.